# 조에쓰시
조에쓰시(일본어: 上越市)는 일본 호쿠리쿠 지방 중부, 니가타현 남서부에 있는 도시이다. 니가타현에서 3번째로 인구가 많으며, 특례시로 지정되어 있다.

## 개요
1971년 4월에 다카다시와 나오에쓰시가 합병해 조에쓰시가 성립했고 현재의 조에쓰시는 옛 조에쓰시를 비롯해 14개 시정촌의 합병으로 성립한 것이다. 이 대규모 합병으로 사도가섬보다 큰 면적의 자치체가 되었다. 이토이가와-시즈오카 구조선(오야시라즈)에서 45km 동쪽에 위치하고 동쪽의 니가타시까지는 133km, 서쪽의 가나자와시까지는 192km 거리이다.
덧붙여 조에쓰 신칸센은 조에쓰시를 지나지 않기 때문에 이 지역을 방문할 때 주의가 필요하다. 다만 호쿠리쿠 신칸센이 시내를 지나며 조에쓰묘코역 또한 있어서 신칸센 접속이 불가능한 것은 아니다.

## 기후
조에쓰는 일본에서 눈이 많이 오는 곳으로 유명하고 1945년 2월 26일에 최대 적설량 377cm를 기록했던 적이 있다. 이것은 일본의 기상대에서 최고 기록이다.
| 조에쓰시의 기후                                              | 조에쓰시의 기후 | 조에쓰시의 기후 | 조에쓰시의 기후 | 조에쓰시의 기후 | 조에쓰시의 기후 | 조에쓰시의 기후 | 조에쓰시의 기후 | 조에쓰시의 기후 | 조에쓰시의 기후 | 조에쓰시의 기후 | 조에쓰시의 기후 | 조에쓰시의 기후 | 조에쓰시의 기후  |
| 월                                                           | 1월             | 2월             | 3월             | 4월             | 5월             | 6월             | 7월             | 8월             | 9월             | 10월            | 11월            | 12월            | 연간             |
| ------------------------------------------------------------ | --------------- | --------------- | --------------- | --------------- | --------------- | --------------- | --------------- | --------------- | --------------- | --------------- | --------------- | --------------- | ---------------- |
| 역대 최고 기온 °C (°F)                                       | 19.4 (66.9)     | 21.9 (71.4)     | 25.8 (78.4)     | 32.3 (90.1)     | 33.1 (91.6)     | 36.7 (98.1)     | 38.9 (102.0)    | 40.3 (104.5)    | 39.3 (102.7)    | 34.1 (93.4)     | 28.1 (82.6)     | 23.7 (74.7)     | 40.3 (104.5)     |
| 일평균 최고 기온 °C (°F)                                     | 6.0 (42.8)      | 6.7 (44.1)      | 10.9 (51.6)     | 17.6 (63.7)     | 22.7 (72.9)     | 25.8 (78.4)     | 29.6 (85.3)     | 31.3 (88.3)     | 27.1 (80.8)     | 21.5 (70.7)     | 15.5 (59.9)     | 9.3 (48.7)      | 18.7 (65.7)      |
| 일일 평균 기온 °C (°F)                                       | 2.5 (36.5)      | 2.7 (36.9)      | 5.8 (42.4)      | 11.7 (53.1)     | 17.0 (62.6)     | 20.9 (69.6)     | 25.0 (77.0)     | 26.4 (79.5)     | 22.3 (72.1)     | 16.4 (61.5)     | 10.5 (50.9)     | 5.3 (41.5)      | 13.9 (57.0)      |
| 일평균 최저 기온 °C (°F)                                     | −0.4 (31.3)     | −0.8 (30.6)     | 1.4 (34.5)      | 6.1 (43.0)      | 11.6 (52.9)     | 16.7 (62.1)     | 21.5 (70.7)     | 22.6 (72.7)     | 18.4 (65.1)     | 12.1 (53.8)     | 6.1 (43.0)      | 1.8 (35.2)      | 9.8 (49.6)       |
| 역대 최저 기온 °C (°F)                                       | −10.7 (12.7)    | −13.2 (8.2)     | −10.3 (13.5)    | −6.5 (20.3)     | −0.4 (31.3)     | 6.4 (43.5)      | 11.6 (52.9)     | 13.0 (55.4)     | 8.3 (46.9)      | 1.2 (34.2)      | −2.5 (27.5)     | −7.8 (18.0)     | −13.2 (8.2)      |
| 평균 강수량 mm (인치)                                        | 429.6 (16.91)   | 263.3 (10.37)   | 194.7 (7.67)    | 105.3 (4.15)    | 87.0 (3.43)     | 136.5 (5.37)    | 206.8 (8.14)    | 184.5 (7.26)    | 205.8 (8.10)    | 213.9 (8.42)    | 334.2 (13.16)   | 475.5 (18.72)   | 2,837.1 (111.70) |
| 평균 강설량 cm (인치)                                        | 171 (67)        | 139 (55)        | 46 (18)         | 2 (0.8)         | —               | —               | —               | —               | —               | —               | 0 (0)           | 67 (26)         | 413 (163)        |
| 평균 강수일수 (≥ 0.5 mm)                                     | 26.3            | 21.5            | 20.3            | 13.8            | 11.7            | 12.6            | 14.8            | 12.5            | 15.3            | 16.1            | 19.9            | 24.5            | 209.3            |
| 평균 강설일수 (≥ 0 cm)                                       | 25.2            | 21.1            | 13.7            | 1.8             | 0               | 0               | 0               | 0               | 0               | 0               | 1.6             | 16.6            | 81.3             |
| 평균 상대 습도 (%)                                           | 79              | 76              | 72              | 67              | 71              | 78              | 81              | 78              | 79              | 78              | 78              | 78              | 76               |
| 평균 월간 일조시간                                           | 62.4            | 83.2            | 128.7           | 177.6           | 201.8           | 153.6           | 148.4           | 189.6           | 136.7           | 131.8           | 104.1           | 73.0            | 1,591.8          |
| 출처: 일본 기상청 (평년값: 1991년~2020년, 극값: 1922년~현재) |                 |                 |                 |                 |                 |                 |                 |                 |                 |                 |                 |                 |                  |

## 인접한 자치체
- 가시와자키시
- 나가오카시
- 묘코시
- 이토이가와시

## 역사
고대에는 에치고국의 국부였으며 일본 불교의 일파인 정토진종의 시조 신란(親鸞)이 불법을 펼치기도 했다. 센고쿠 시대 무렵에 가스가 산성은 우에스기 겐신과 같은 다이묘들의 중요한 근거지였다. 일본 우편 시스템의 아버지로 여겨지는 마에지마 히소카가 이곳에서 태어났다. 1911년 오스트리아 제국의 육군 소령 테오도르 폰 레르히가 이곳의 가나야산(金谷山)에서 일본 최초로 스키를 가르친 이래 일본 스키의 발상지로 알려졌다.
1911년 9월 1일에 다카다정이 시로 승격해 다카다시가 되었고 1954년에 나카쿠비키군, 나오에쓰정과 다른 촌들이 합병하여 시로 승격해 나오에쓰시가 되었다. 1971년 4월 29일에 다카다시와 나오에쓰시가 합병해 조에쓰시가 되었는데, 이때 나오에쓰시와 다카다시 양측에서 합병 시청 건물을 자기 쪽에 두고자 하였으나 결과적으로 양 시의 중심지에서 거의 한가운데에 위치한 현재 위치가 그대로 시청사가 되었다. 1983년 11월 9일에 호쿠리쿠 자동차도 조에쓰 IC가 개통하였고 1999년 10월 30일에는 조신에쓰 자동차도 조에쓰 JCT가 개통하였다.
2005년 1월 1일에는 히가시쿠비키군 야스즈카정, 우라가와라촌, 오시마촌, 마키촌, 나가쿠비키군 가키자키정, 오가타정, 구비키촌, 요시카와정, 나카고촌, 이타쿠라정, 기요사토촌, 산와촌, 니시쿠비키군 나다치정을 편입하였다. 2007년 4월 1일에 특례시로 지정되었다.

## 교통

### 도로

#### 고속도로
- 호쿠리쿠 자동차도
  - 조신에쓰 자동차도

#### 일반국도
- 국도 8호선: 교토~니가타
  - 국도 18호선: 다카사키~조에쓰
  - 국도 253호선:
  - 국도 350호선: 니가타~사도가섬~조에쓰
  - 국도 403호선
  - 국도 404호선: 나가오카시~조에쓰
  - 국도 405호선

#### 주요 지방도
| - 니가타현도 제13호선 - 니가타현도 제25호선 - 니가타현도 제30호선 - 니가타현도 제38호선 - 니가타현도 제43호선 - 니가타현도 제61호선 | - 니가타현도 제67호선 - 니가타현도 제77호선 - 니가타현도 제78호선 - 니가타현도 제85호선 - 니가타현도 제87호선 - 니가타현도・나가노현도 제95호선 |

#### 일반현도
| - 니가타현도 제119호선 - 니가타현도 제120호선 - 니가타현도 제122호선 - 니가타현도 제123호선 - 니가타현도 제129호선 - 니가타현도 제180호선 - 니가타현도 제184호선 - 니가타현도 제185호선 - 니가타현도 제186호선 - 니가타현도 제198호선 - 니가타현도 제199호선 - 니가타현도 제200호선 - 니가타현도 제200호선 - 니가타현도 제201호선 - 니가타현도 제216호선 - 니가타현도 제217호선 - 니가타현도 제229호선 | - 니가타현도 제240호선 - 니가타현도 제241호선 - 니가타현도 제245호선 - 니가타현도 제253호선 - 니가타현도 제254호선 - 니가타현도 제258호선 - 니가타현도 제259호선 - 니가타현도 제261호선 - 니가타현도 제269호선 - 니가타현도 제278호선 - 니가타현도 제301호선 - 니가타현도 제302호선 - 니가타현도 제313호선 - 니가타현도 제338호선 - 니가타현도 제344호선 - 니가타현도 제348호선 - 니가타현도 제359호선 - 니가타현도 제338호선 - 니가타현도 제344호선 | - 니가타현도 제348호선 - 니가타현도 제359호선 - 니가타현도 제359호선 - 니가타현도 제338호선 - 니가타현도 제344호선 - 니가타현도 제348호선 - 니가타현도 제359호선 - 니가타현도 제360호선 - 니가타현도 제362호선 - 니가타현도 제376호선 - 니가타현도 제425호선 - 니가타현도 제468호선 - 니가타현도 제488호선 - 니가타현도 제503호선 - 니가타현도 제523호선 - 니가타현도 제524호선 - 니가타현도 제534호선 - 니가타현도 제572호선 - 니가타현도 제579호선 - 니가타현도 제584호선 |

### 철도
- 동일본 여객철도
  - 호쿠리쿠 신칸센(도쿄, 가나자와 방면)
- 에치고토키메키 철도
  - 묘코 하네우마 라인(묘코코겐, 나가노 방면)
  - 니혼카이 히스이 라인(도야마, 가나자와 방면)
- 호쿠에쓰 급행
  - 호쿠호쿠선(에치고유자와, 도쿄 방면)

### 항만
- 나오에쓰항 - 부산까지 화물 항로가 연결되어 있다.

## 관광
4월에 다카다성 주변에서 전개되는 조에쓰시의 벚꽃 축제는 일본의 3대 밤 벚꽃 축제로 불린다. 그 외에 연꽃 축제, 겐신마쓰리 등은 일본 내에서도 유명하여 각지에서 보러 오기도 한다.
- 고치 고쿠분지
- 다카다성
- 가스가 산성
- 다카다 공원
- 조에쓰 마쓰리
- 에치고·겐신 사케마쓰리

## 인구
| 연도 | 인구    | ±%    |
| ---- | ------- | ----- |
| 1960 | 234,673 | —     |
| 1970 | 217,679 | −7.2% |
| 1980 | 216,320 | −0.6% |
| 1990 | 212,248 | −1.9% |
| 2000 | 211,870 | −0.2% |
| 2010 | 203,899 | −3.8% |

## 자매결연도시
- 대한민국 경상북도 포항시
- 일본 니가타현 사도시
- 중국 지린성 훈춘시